# Mehmet Sığırcı
Mehmet Enes Sığırcı (sinh 24 tháng 2 năm 1993) là một cầu thủ bóng đá Thổ Nhĩ Kỳ thi đấu cho Manisaspor.